# Anna Zdziennicka
Anna Mariola Zdziennicka – polska chemiczka, dr hab. nauk chemicznych, profesor Instytutu Nauk Chemicznych Wydziału Chemii Uniwersytetu Marii Curie-Skłodowskiej.

## Życiorys
W 1988 ukończyła studia chemiczne na Uniwersytecie Marii Curie-Skłodowskiej w Lublinie. 20 maja 1996 obroniła pracę doktorską, 27 czerwca 2011 habilitowała się na podstawie pracy zatytułowanej Właściwości powierzchniowe mieszanin wybranych surfaktantów i alkoholi krótko-łańcuchowych w aspekcie procesu zwilżania ciał stałych. 9 lutego 2017 nadano jej tytuł profesora w zakresie nauk chemicznych.
Objęła funkcję profesora nadzwyczajnego w Katedrze Chemii Fizycznej na Wydziale Chemii Uniwersytetu Marii Curie-Skłodowskiej. Piastuje stanowisko profesora Instytutu Nauk Chemicznych Wydziału Chemii Uniwersytetu Marii Curie-Skłodowskiej.